# Малавијске устоноше
Малавијске устоноше (Pseudotropheus) су род риба у оквиру породице циклида.

## Карактеристике
Најизраженија карактеристика су им мала уста са врло ситним и оштрим зубима којима стружу ситне животиње са камења, као и биљке.

## Ареал
Емдемичне су врсте језера Малави, по коме су и добиле народни назив.

## Значај
Готово све врсте овог рода су акваријумске врсте, посебно малавијски плави цихлид и дугуљасти или мршави цихлид. Неке врсте су сгресивне, док друге то нису и препоручује се да се не држе заједно у акваријуму, мада је то у извесним случајевима могуће. Ипак и тада треба избегавати да су превише упућене једне на друге због сталних борби. То се може решити већим акваријумом. Такође, важно је акваријум декорисати тако да што више подсећа на природно окружење. То значи да би акваријум требало да подсећа на биотоп језера Малави; са песковитим дном и са каменчићима, где расту алге, које ће им омогућити да пасу као у дивљини. Каменчићи ће обезбедити и места за скривање. Хемијски састав воде би такође требало да буде близак оном у језеру, са pH 7,6-8,6, вода би требало да буде тврда и са температуром између 78 и 82&nbsp;°F. Рибе треба убацити у акваријум истовремено, јер су територијалне животиње и агресивне према придошлицама. Ипак, уколико се убацују нове рибе, најбоље је направити нов распоред у акваријуму, са којим старе рибе нису упознате. Приликом убацивања новајлија, старим рибама се може одвући пажња давањем хране.

## Врсте
| - -{Pseudotropheus acei - Pseudotropheus ater - Pseudotropheus aurora - Pseudotropheus barlowi - Pseudotropheus crabro - Pseudotropheus cyaneus - Pseudotropheus demasoni - Pseudotropheus elegans - Pseudotropheus elongatus - Pseudotropheus emmiltos - Pseudotropheus estherae - Pseudotropheus fainzilberi - Pseudotropheus flavus - Pseudotropheus fuscoides}- | - -{Pseudotropheus fuscus - Pseudotropheus galanos - Pseudotropheus gracilior - Pseudotropheus heteropictus - Pseudotropheus lanisticola - Pseudotropheus livingstonii - Pseudotropheus lombardoi - Pseudotropheus longior - Pseudotropheus lucerna - Pseudotropheus macrophthalmus - Pseudotropheus microstoma - Pseudotropheus minutus - Pseudotropheus modestus}- | - -{Pseudotropheus novemfasciatus - Pseudotropheus purpuratus - Pseudotropheus pursus - Pseudotropheus saulosi - Pseudotropheus socolofi - Pseudotropheus thapsinogen - Pseudotropheus tropheops - Pseudotropheus tursiops - Pseudotropheus williamsi}- |